# 穆罕默德·雅各布
穆罕默德·雅各布（普什圖語：‎；1990年—），普什图族人，是塔利班创始人穆罕默德·奥马尔的长子。自2016年以来，他一直担任塔利班副领导人，并在战胜西方支持的阿富汗前政权后被额外任命为阿富汗国防部部长。

## 生平
报道称，穆罕默德·雅各布在2016年推举塔利班新领导人的会议上主动举荐了海巴图拉·阿洪扎达。
《外交政策》在2020年6月报道称，阿洪扎达曾感染新冠病毒，于此期间雅各布临时领导塔利班。自2020年以来，他一直担任塔利班武装的军事首领。